# Künstlerische Freiheit

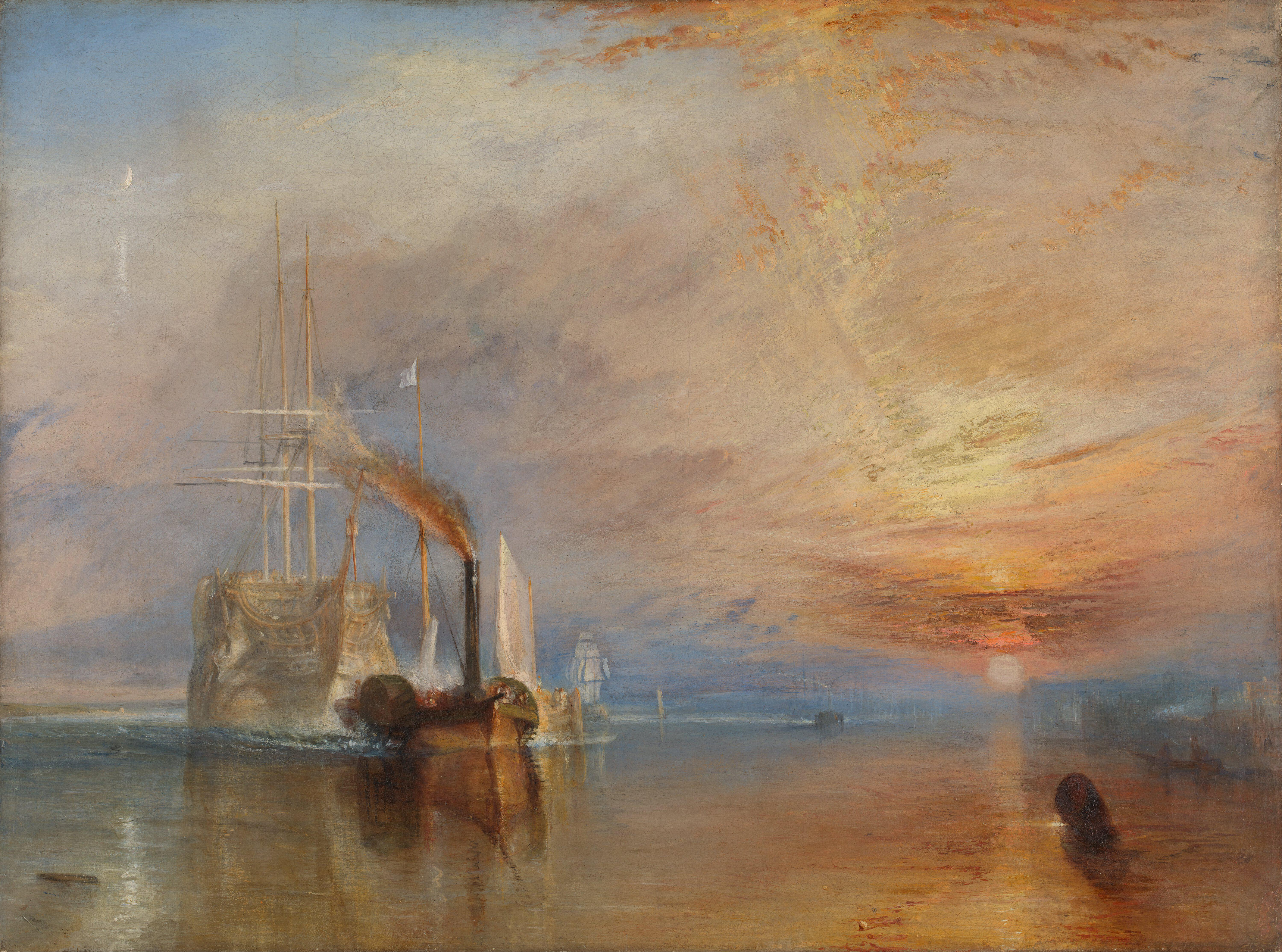
Das Gemälde The Fighting Temeraire von William Turner zeigt in künstlerisch überhöhter Form, wie das Segelschiff HMS Temeraire von einem Raddampfer zum Abwracken geschleppt wird. Tatsächlich waren bei dieser Fahrt die Masten bereits entfernt und die Hauptfarbe schwarz statt goldweiß.

Als künstlerische Freiheit wird die Freiheit des Künstlers bezeichnet, eine Vorlage (z. B. ein Ereignis oder eine Person) im Kunstwerk in jeder Weise zu verändern.

## Bedeutung
Bei der künstlerischen Freiheit ging es ursprünglich vor allem um formelle Aspekte, im Deutschen wird der Begriff im Sprachgebrauch jedoch oft synonym mit der, zu den Freiheitsrechten zählenden, Kunstfreiheit verwendet. Je nach Quelle überschneiden oder beinhalten die Begriffe einander mitunter, was eine klare Abgrenzung erschwert.

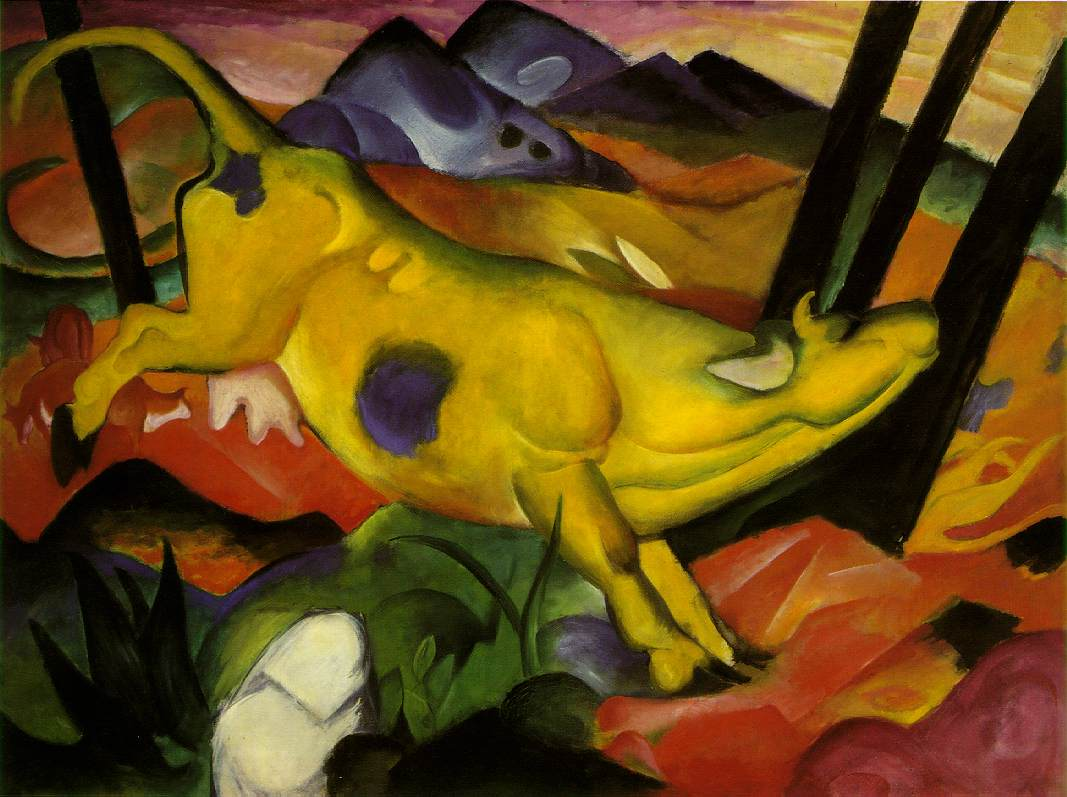
„Die gelbe Kuh“ von Franz Marc, 1911

Künstlerische Freiheit beinhaltet ebenfalls die Freiheit des Künstlers, von der Realität oder von bestimmten Normen abzuweichen, wie im Surrealismus.
Auch Veränderungen der Farbgebung oder der Perspektive (wie bei M.C. Escher) fallen in den Bereich der künstlerischen Freiheit.
Durch Fotografie und Digitalisierung ergeben sich außerdem zusätzliche Möglichkeiten der Bildbearbeitung und Verfremdung, die mittlerweile in entsprechenden Studiengängen aufgegriffen und den Studierenden vermittelt werden.
Als künstlerische Freiheit werden zum Beispiel im Rahmen eines literarischen Kunstwerkes bewusste Verstöße gegen Syntax oder Grammatik bezeichnet (z. B. Ernst Jandl und Friederike Mayröcker).

## Künstlerische Freiheit und Kunstfreiheit
Der Begriff Kunstfreiheit steht für das demokratische Grundrecht auf künstlerische Betätigung an sich sowie die Darbietung, Verbreitung und den Verkauf von Kunstwerken.
Nach Auffassung der UNESCO zählen die Meinungsfreiheit, ebenso wie die Informations- und Kommunikationsfreiheit zu den Menschenrechten, durch die kulturelle Vielfalt erst ermöglicht wird. In der Darstellung der UNESCO wurde der Begriff „Künstlerische Freiheit“ verwendet, da eine direkte Abgrenzung der beiden Begriffe im Sprachgebrauch oft nicht mehr vollzogen wird.

„Kunstfreiheit ist die Freiheit, vielfältige kulturelle Ausdrucksformen zu erdenken, zu schaffen und zu verbreiten – ohne Zensur durch Regierungen, politische Einflussnahme oder Druck von nicht-staatlichen Akteur*innen. Sie schließt das Recht aller Bürger*innen auf Zugang zu diesen Werken ein und ist für das Wohlergehen von Gesellschaften unerlässlich.“

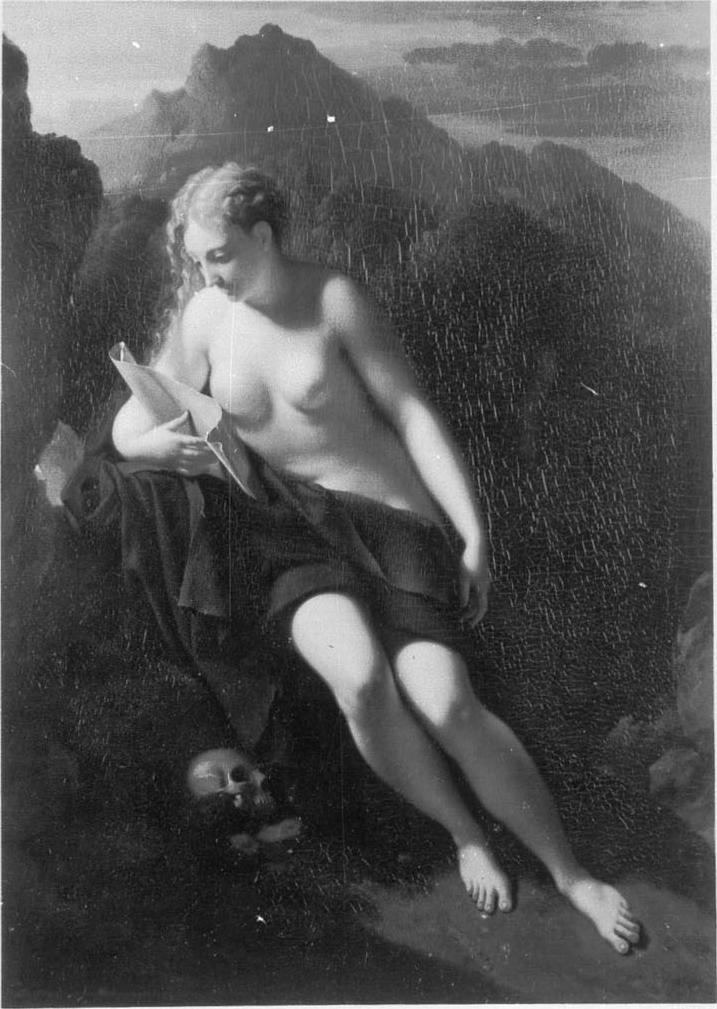
Maria Magdalena, Ölmalerei in Grautönen, Adriaen van der Werff, 1711

Künstlerische Freiheit ist daher etwas anderes als Freiheit der Kunst von gesellschaftlichen Zwängen, nämlich eine Freiheit „zu etwas“ in der Kunst; die Freiheit, etwas in der Wirklichkeit nicht Vorkommendes zu schaffen. Sie bezeichnet das Vorrecht des Künstlers – insbesondere des Malers oder Schriftstellers –, von der üblichen Formensprache, dem allgemeinen Sprachgebrauch oder von der historischen, psychologischen oder sonst der dinglichen Wirklichkeit abzuweichen, sofern die künstlerische Wirkung seines Werkes es erfordert.

## Beispiele

M. C. Escher spielt in seiner Kunst mit der Perspektive

Der Verzicht auf Farbe, im Sinne von Grisaille, zählt ebenso wie die Veränderung von Farbe und Perspektive zu Stilmitteln, die Kunstschaffende bewusst verwenden. Die monochrome Malerei verzichtet bewusst auf Farben und ersetzt diese durch Grautöne. Zu den Künstlern, die einen Teil ihrer Arbeiten in diesem Stil angefertigt haben, zählen unter anderem Albrecht Dürer, Philipp Otto Runge und Adriaen van der Werff.
Der als revolutionär bewertete Umgang einiger Künstler, wie Franz Marc mit leuchtenden Farben wurde von Presse und Publikum zunächst als „Schmiererei und Farbgesudel“ bezeichnet. Aus heutiger Sicht war sein Malstil ein Ausdruck künstlerischer Freiheit und Unangepasstheit. Der Einsatz von sogenannter Wirk- oder Ausdrucksfarbe lässt sich unter anderem auch bei Vincent van Gogh und Edvard Munch beobachten.
Einige Künstler verändern auch den Fluchtpunkt oder die Perspektive. In diesem Kontext ist besonders der niederländische Grafiker M. C. Escher bemerkenswert, der mit Exaktheit und Genauigkeit durch die Verzerrungen der Perspektive optische Täuschungen erschaffen hat.
In der Literatur umfasst die künstlerische Freiheit sowohl Nebenaspekte, wie die Groß- und Kleinschreibung (siehe hierzu: ottos mops von Ernst Jandl) als auch alternierende Verwendung der Syntax oder gar die Erschaffung einer vollständig neuen Sprache (wie z. B. Neusprech im Roman 1984 von George Orwell).
Im Film gibt es Regisseure, die sich, wie beispielsweise Lars von Trier und Thomas Vinterberg, mit ihrem Manifest „Dogma 95“ ein selbstgeschaffenes Regelwerk für Konzeption und Umsetzung ihrer Filme auferlegen (z. B. Das Fest von 1998).